# Pacchiarotto, and How He Worked in Distemper
Pacchiarotto, and How He Worked in Distemper – tomik wierszy angielskiego poety Roberta Browninga, opublikowany w 1876.

## Treść
Pacchiarotto, and How He Worked in Distemper liczy 180 stron. Zawiera Prolog (Prologue), Epilog (Epilogue) i szesnaście innych wierszy: Of Pacchiarotto, and How He Worked in Distemper, At the "Mermaid", House, Shop, Pisgah-Sights, Fears and Scruples, Natural Magic, Magical Nature, Bifurcation, Numpholeptos, Appearances, St. Martin's Summer, Hervé Riel, A Forgiveness, Cenciaja, Filippo Baldinucci on the Privilege of Burial.

## Forma
W omawiany zbiorku Browning kilkakrotnie posłużył się strofą ośmiowersową, rymowaną ababcdcd (Filippo Baldinucci on the Privilege of Burial, At the "Mermaid", Pisgah-Sights I-II ), abcccbaa (Epilogue). Z kolei wiersz Bifurcation jest zapisany bez podziału na strofy, ale rymowany krzyżowo:

We were two lovers; let me lie by her,
My tomb beside her tomb. On hers inscribe —
"I loved him; but my reason bade prefer
Duty to love, reject the tempter's bribe
Of rose and lily when each path diverged,
And either I must pace to life's far end
As love should lead me, or, as duty urged.
Plod the worn causeway arm in arm with friend.
So, truth turned falsehood: "How I loathe a flower,
How prize the pavement!" still caressed his ear —
The deafish friend's — through life's day, hour by hour

## Przekłady
Prolog i wiersz Obawy i niepokoje przełożył na język polski Juliusz Żuławski.